# Hugo Gustafsson (dansare)
Hugo Baltsar Mattias Theodor Gustafsson, född 15 september 1997 i Billdal, är en svensk professionell dansare.

## Biografi
Gustafsson är född och uppvuxen i Billdal, som är beläget mellan Kungsbacka och Göteborgs kommuner. Han började dansa redan vid fyra års ålder, och tog år 2011 sin första SM-medalj i dans. Han har därefter deltagit i flera SM-tävlingar, där han har vunnit i grenarna latin, standard och tiodans. Han har också representerat Sverige i tolv VM- och EM-tävlingar i dessa tre grenar.

## Let's Dance
Gustafsson anslöt sig som 22-åring år 2020 som dansare/danslärare, i TV-programmet Let's Dances femtonde säsong på TV4, där hans första danspartner var influencern Alice Stenlöf. Han har sedan sin debut i programmet återkommit varje år som dansare/danslärare till andra kvinnliga kändisdeltagare, fram tills att programmet lades på is efter 2023 års säsong. När programmet under våren 2025 planerades komma tillbaka med en nittonde säsong, kommer han återigen att axla rollen som dansare/danslärare, denna gång åt den före detta friidrottaren Carolina Klüft.

## Insatser i Let's Dance (2020–2025)
| Säsong    | Danspartner                             | Placering |
| --------- | --------------------------------------- | --------- |
| Säsong 15 | Alice Stenlöf                           | 9:a       |
| Säsong 16 | Keyyo                                   | 3:a       |
| Säsong 17 | Cecilia von der Esch (före detta Forss) | 8:a       |
| Säsong 18 | Tone Sekelius                           | 6:a       |
| Säsong 19 | Carolina Klüft                          | TBA       |